# Namiboeme maraisi
Namiboeme maraisi là một loài bọ cánh cứng trong họ Cerambycidae.